# Hans Poelzig
Hans Poelzig (Berlim, 30 de abril de 1869 – Berlim, 14 de junho de 1936) foi um arquitecto alemão. Um dos principais expoentes da arquitectura expressionista no seu país.

## Carreira

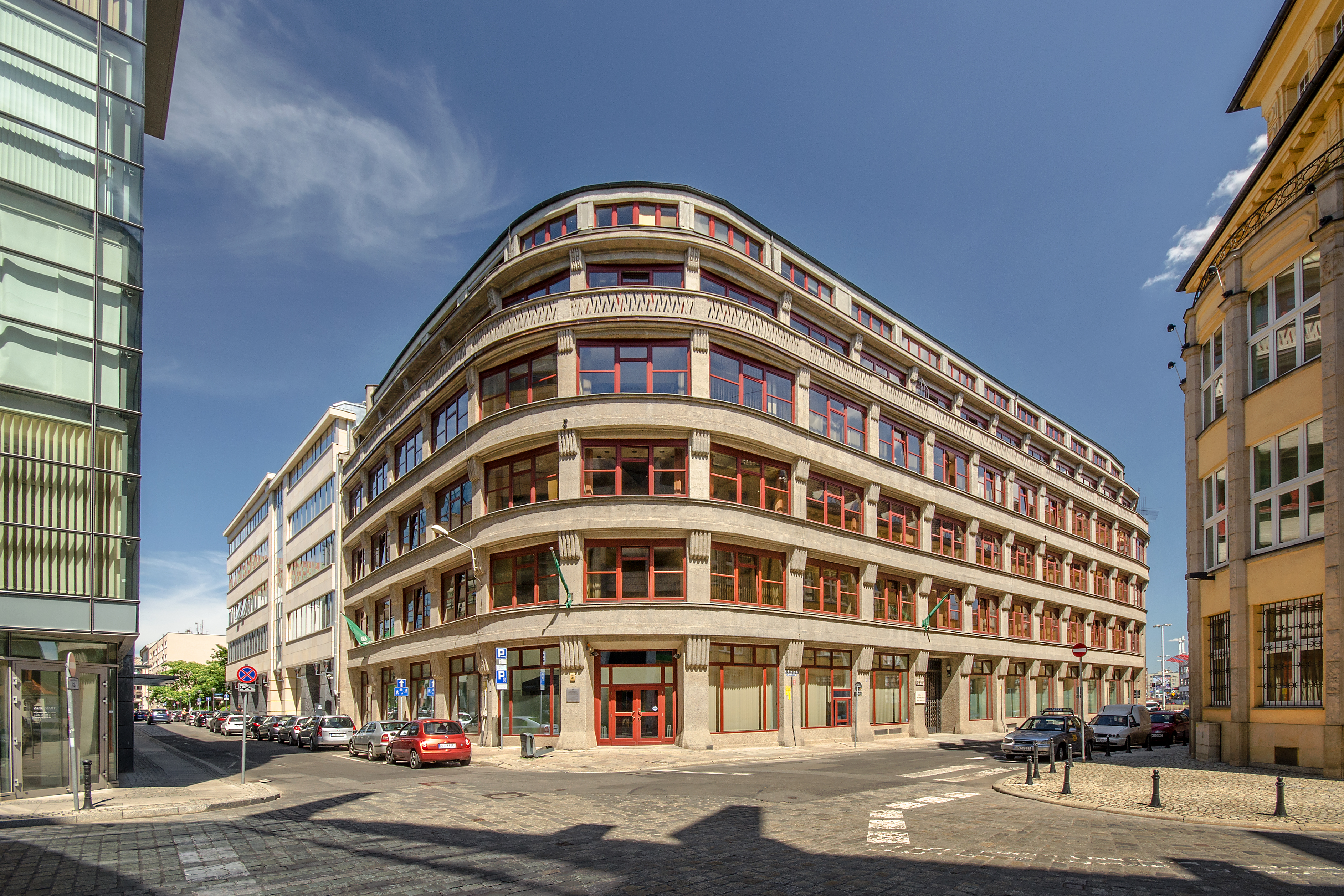
1912 Geschäftshaus Junkernstraße, Wrocław

Depois de terminar sua formação em arquitetura por volta da virada do século, Poelzig projetou muitos edifícios industriais. Ele projetou a Torre da Alta Silésia com 51,2 m de altura em Posen (hoje Poznań) para uma feira industrial em 1911. Mais tarde, ela se tornou uma torre de água. Ele foi nomeado arquiteto da cidade de Dresden em 1916. Ele foi um membro influente do Deutscher Werkbund.
Poelzig também era conhecido por seu distinto projeto de 1919 do interior do Berlin Grosses Schauspielhaus para o empresário de Weimar Max Reinhardt, e por seus vastos cenários arquitetônicos para a produção cinematográfica da UFA de 1920 de O Golem: Como ele entrou no mundo. (Poelzig foi o mentor de Edgar Ulmer naquele filme; quando Ulmer dirigiu o filme noir de 1934 na produção do Universal Studios de The Black Cat, ele retribuiu o favor chamando o personagem arquiteto-satânico-sumo sacerdote de "Hjalmar Poelzig", interpretado por Boris Karloff. )
Com seus contemporâneos arquitetos de Weimar, como Bruno Taut e Ernst May, a obra de Poelzig desenvolveu-se através do Expressionismo e da Nova Objetividade em meados da década de 1920, antes de chegar a um estilo mais convencional e econômico. Em 1927 ele foi um dos expositores do primeiro projeto de Estilo Internacional, o Weissenhof Estate em Stuttgart. Na década de 1920, ele dirigiu o "Studio Poelzig" em parceria com sua esposa Marlene (Nee Moeschke) (1894–1985). Poelzig também projetou a Broadcasting House de 1929 no subúrbio de Charlottenburg em Berlim, um marco da arquitetura, da Guerra Fria e da história da engenharia.
O único edifício mais conhecido de Poelzig é o enorme e lendário Edifício IG Farben, concluído em 1931 como edifício administrativo da IG Farben em Frankfurt am Main, agora conhecido como Edifício Poelzig na Universidade de Goethe. Em março de 1945, o prédio foi ocupado pelas forças aliadas americanas sob Eisenhower, tornou-se seu quartel-general e permaneceu nas mãos dos americanos até 1995. Alguns de seus projetos que nunca foram construídos incluíam um para o Palácio dos Soviéticos e outro para a sede da Liga das Nações em Genebra.

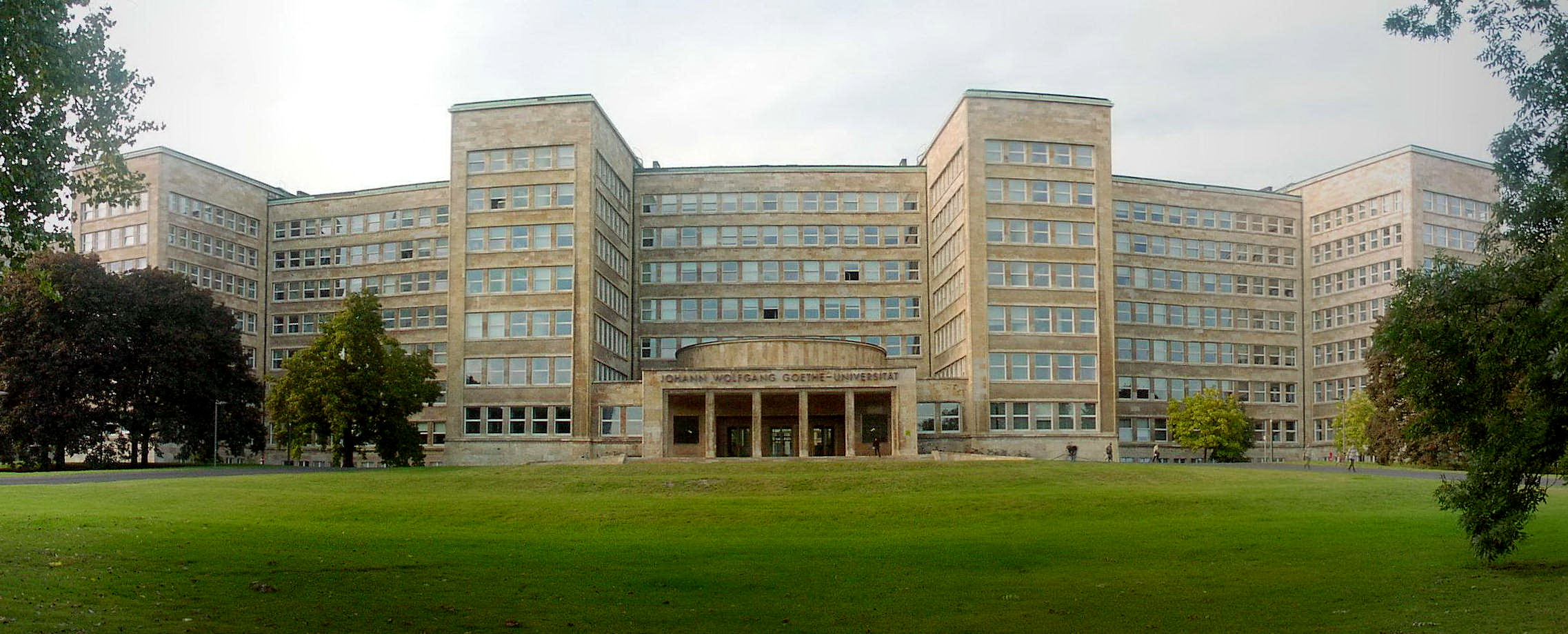
Fachada sul do edifício Poelzig de 1931 na Universidade Goethe, em Frankfurt am Main

Em 1933, Poelzig foi diretor interino da Vereinigte Staatsschulen für freie und angewandete Kunst (Escola Estadual de Belas Artes e Arte Aplicada), após a expulsão do diretor fundador Bruno Paul pelos Nacional-Socialistas. Poelzig morreu em Berlim em junho de 1936, pouco antes de sua partida planejada para Ancara 

## Obras principais

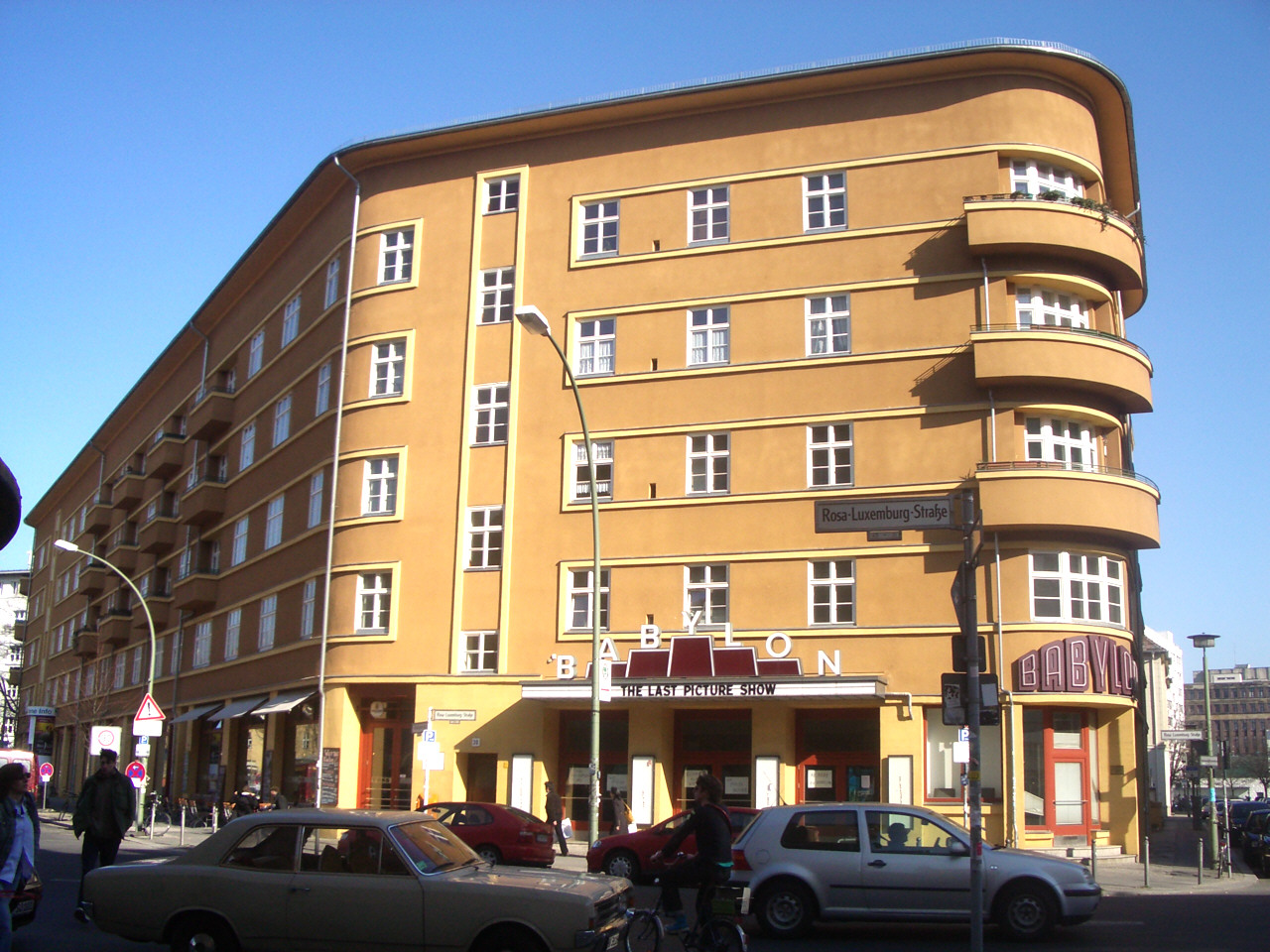
Cinema Babylon, na Rosa-Luxemburg-Platz, em Berlim. Arquiteto: Hans Poelzig

### Edifícios
- Torre da igreja de 1901, Wrocław[1]
- 1904 - Uma casa familiar com pavilhão de jardim para a exposição de artes e artesanato
- 1908 - Casas residenciais, esquina de Menzelstraße e Wölflstraße em Breslau, (agora Sztabowa / Pocztowa, Wrocław)
- 1908 - Casa de habitação, Hohenzollernstraße, Breslau (já não existe)
- 1907 - ca. 1909: escritórios comerciais e varejo mistos, Hohenzollernstraße, Wrocław (não existe mais)
- 1911 - Fábrica de ácido sulfúrico em Luboń
- Silo de grãos de 1911 e mercado coberto em Luboń
- 1911 - Salão de Exposições e Torre em Poznań para uma feira industrial (destruída)
- Loja de departamentos de 1912 em Junkernstrasse, Wroclaw (agora ul. Ofiar Oświęcimskich)
- 1913 - Four Domes Pavilion, Wroclaw (agora parte do "Salão do Centenário", Patrimônio Mundial da UNESCO)
- 1919 - Grosses Schauspielhaus, em Berlim
- 1920 - Festival Theatre for Salzburg
- Edifício de escritórios de 1924, Hanover
- Cinema Deli de 1927, Wrocław (agora demolido)
- 1929 - Haus des Rundfunks (estação de rádio), Charlottenburg, Berlim
- 1929 - Kino Babylon, Mitte, Berlim[2]
- 1931 - Edifício IG Farben em Frankfurt

### Projetos
- Palácio dos soviéticos
- Liga das Nações
- 1920 - Cenários de filmagem de O Golem: Como ele entrou no mundo
- 1921 - Competição de arranha-céu da estação Friedrichstraße em Berlim
- 1925 - Capitólio, cinema, Berlim,
- 1926 - Fórum Alemão do Esporte, Berlim.